# ماجرای جوینده طلا
ماجرای جوینده طلا (به انگلیسی: The Adventure of the Gold Hunter) یکی از معماهای جناییِ شرلوک هولمز، نوشته آدریان کانن دویل و جان دیکسن کار است. این داستان، در مجموعه‌داستان شاهکارهای شرلوک هولمز در سال ۱۹۵۴ منتشر شد.

## داستان

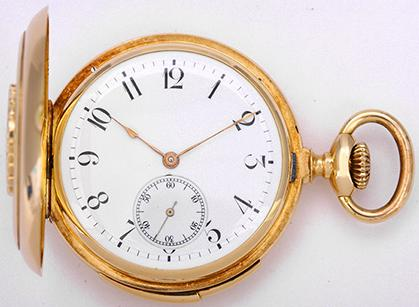
ساعت‌جیبی ریپیتر طلایی تیسوتساخته‌شده در شرکت تیسوت

رورند جیمز اپلی (Reverend James Appley) از هولمز درخواست می‌کند که به مسئله مرگِ ناگهانی و غیرمنتظره اسکوایر ترلونی (Squire Trelawney) -از هم‌محله‌ای‌هایش در سامرست (Somerset)- رسیدگی کند. رورند اپلی نگران است؛ چرا که خواهرزاده‌اش، دکتر پاول گریفین (Paul Griffin)، پزشک ارشد، مظنون این ماجرا است. ترلونی اخیراً ضمن محروم کردن وارث پیشین خود، خواهرزاده‌اش دوشیزه دولورس دیل (Dolores Dale)، از گریفین به عنوان تنها وارث خود نام برده است. جفری اینزورث (Jeffrey Ainsworth)، نامزد دوشیزه دیل، ادعا می‌کند که ترلونی را تا اواخر شب، زنده و سرحال دیده است.
مسئله این است که هیچ‌کس، حتی آسیب‌شناس شهیر، سر لئوپالد هارپر (Sir Leopold Harper) - که جسد را کالبدشکافی کرده‌است - نمی‌تواند علت مرگ را مشخص کند. ممکن است در ساعت جیبی مشهور متوفی - موسوم به جوینده طلا - سرنخی وجود داشته باشد. هولمز یک بار دیگر معمایی را که بازرس لستراد (Lestrade) در آن فرومانده‌است؛ حل می‌کند.
«آنجا را ببینید!» هولمز در حالی که شتابان به سمت میز کوچک هجوم می‌برد ادامه داد: «چه گنج گرانبهایی در اینجا داریم! این را نگاه کنید، لستراد! نگاهش کنید!»
«اما هولمز، این که فقط یک ظرف کوچک وازلین است که می‌توان از هر داروسازی خرید!»

«برعکس، این طناب دار جلاد است.»